# Friedrich Heinrich Prinz von Preußen

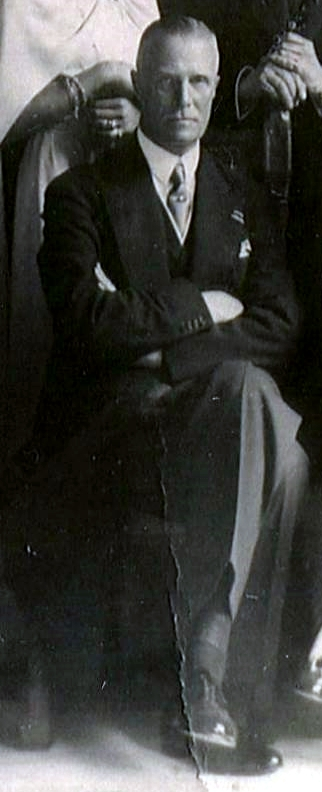
Prinz Friedrich Heinrich, Schloss Kamenz, Schlesien 1936

Wilhelm Ernst Alexander Friedrich Heinrich Albrecht Prinz von Preußen (* 15. April 1874 in Hannover; † 13. November 1940 in Seitenberg, Landkreis Habelschwerdt, Provinz Niederschlesien) war ein preußischer Offizier und Angehöriger des Hauses Hohenzollern.

## Leben
Friedrich Heinrich war der älteste Sohn des preußischen Prinzen Albrecht von Preußen (1837–1906) und dessen Frau Marie von Sachsen-Altenburg (1854–1898) und wuchs mit seinen Brüdern im Palais Prinz Albrecht in der Berliner Wilhelmstraße auf. Er studierte an der Rheinischen Friedrich-Wilhelms-Universität Bonn Rechtswissenschaft. 1895 wurde er Mitglied des Corps Borussia Bonn, später war er Ehrenmitglied der Burschenschaft Vandalia Berlin. Nach dem Studium schlug er die Offizierslaufbahn ein. Als Major des 1. Garde-Dragoner-Regiment „Königin Viktoria von Großbritannien und Irland“ war er 1902 zum Großen Generalstab kommandiert. 1904 wurde er Kommandeur des 1. Brandenburgischen Dragoner-Regiments Nr. 2 und in dieser Stellung am 21. Mai 1906 zum Oberst befördert. Unter Stellung à la suite wurde Friedrich Heinrich Anfang 1907 von seinem Posten als Regimentskommandeur entbunden. Aufgrund seiner Homosexualität wurde Friedrich Heinrich aus der preußischen Armee ausgeschlossen, zu Beginn des Ersten Weltkrieges durfte er jedoch wieder Soldat werden (Dienstgrad: Gefreiter). Ihm wurden jedoch Beförderungen verweigert.
Ende 1906 wurde Friedrich Heinrich auf Wunsch von Kaiser Wilhelm II. als Nachfolger seines verstorbenen Vaters zum Herrenmeister des Johanniterordens gewählt. Wegen seiner nicht unbekannt gebliebenen homosexuellen „Ausschweifungen“ bat der Kommendator des Ordens in der Provinz Westfalen Graf Wilhelm von Wedel den Prinzen, die Herrenmeisterwürde nicht anzunehmen. Auch der preußische Hausminister Wilhelm von Wedell-Piesdorff wollte Friedrich Heinrich zum Verzicht drängen. Der Kaiser entschied kurz vor der für den 12. Februar 1907 vorgesehenen Investitur Friedrich Heinrichs, von seiner Wahl abzusehen. Eitel Friedrich von Preußen wurde daraufhin Herrenmeister des Johanniterordens. Als der Publizist Maximilian Harden am 27. April 1907 in seiner Zeitschrift Zukunft die Beweggründe für diesen Führungswechsel mit dem Nebensatz „weil er an ererbter Perversion des Geschlechtstriebs leidet“ publik machte, verließ Friedrich Heinrich von Preußen auf dringendes Anraten des preußischen Innenministers Theobald von Bethmann Hollweg Berlin. Nach Aufenthalten in Südfrankreich und Ägypten lebte er fortan zurückgezogen auf seinen schlesischen Gütern. Das nach dem Tode seines Vaters übernommene Präsidium der Akademie gemeinnütziger Wissenschaften zu Erfurt übergab er offiziell zum Jahreswechsel 1909/10 an seinen Bruder Friedrich Wilhelm Prinz von Preußen.
Dem Erbrecht nach fiel ihm das Kamenzer Land samt Herrschaft Seitenberg zu. Er hat großen Beitrag für die wirtschaftliche Entwicklung des südöstlichen Teiles der Grafschaft Glatz geleistet, war bei den Untertanen allgemein wegen der Fürsorge gegenüber der Bevölkerung beliebt. Aus seinen Mitteln wurden u. a. die evangelische Heilig-Kreuz-Kirche in Wölfelsgrund (1911) und die Auferstehungskirche in Seitenberg (1913) gebaut und es wurden Diakonissen für das lokale Pflegeheim herbeigeholt. Er hat die Forstwirtschaft der Region zum Aufschwung gebracht.
Friedrich Heinrich zeichnete sich durch außergewöhnliche Körpergröße aus (er war über 2 m groß). Verheiratet war er nie, und er starb ohne Nachkommen. Mit seinem Tode erlosch die Albrechts-Linie des Hauses Hohenzollern im Mannesstamm. Friedrich Heinrich starb am 13. November 1940 in Seitenberg und wurde im Parkmausoleum beigesetzt. Nach dem Tode Friedrichs Heinrich erbte der Sohn des Prinzen Heinrich, der Enkelsohn des Kaisers und preußischen Königs Friedrich III., Waldemar (1889–1945) das Schloss in Kamenz entsprechend der früheren Vereinbarung zwischen den Parteien.